# Montipora paupera
Espèce
Montipora paupera est une espèce de coraux appartenant à la famille des Acroporidae.